# Stethoperma zikani
Stethoperma zikani là một loài bọ cánh cứng trong họ Cerambycidae.